# Francesc Taverna i Bech
Francesc Taverna - Bech (Barcelona, 16 d'abril de 1932 - 16 d'abril de 2010) era un compositor i crític musical català. Casat amb Pietat Homs, filla del compositor Joaquim Homs, fou pare de dos fills, Miquel Taverna i Joan Taverna.
El fons personal de Francesc Taverna Bech es conserva a la Biblioteca de Catalunya.

## Obra

### Orquesta
- Nit, orq. de c. (1984-85, rev. 1992)
- Contrasts (1985-87)
- Estampes I (1989)
- Estampes II (1989-95)
- Caminava la nit, guit., orq. de c. (1991)
- Dilemes, vlc., orq. de c. (1992)
- Proses disperses, vl., orq. de c. (1992)
- Les nits (1992-93)
- Fantasia concertant, vla., orq. de c. (1995-97)
- Abstraccions simfòniques (1996-97)
- Concertino, clav., orq. de c. (1997)

### Música de cambra
- Rapsodía, vla., pno. (1959)
- Tríptic per a quatre guitarres (1975)
- Climes I cl., pno. (1981)
- Climes II, vla./vl./cl., pno. (1982)
- Suite per a quartet de corda (1983-86)
- Climes III, vl., vlc., pno. (1988-89)
- Signes, fl., cl., ob., pno., vl., vla., vlc. (1989)
- Temperaments, vlc., pno. (1990)
- Quan Selène em mira, guit., vlc. (nova versió de Temps de lluna, 1994)
- Contrapunts '97, vl., vlc. (1997)
- Llum de lluna, fl., guit. (2000)
- Trilogia, vl., pno. (2000)
- Aura de lluna, sax., guit. (2000)
- De la lluna i altres imatges, pno. a 4 m. (2002)

### Solo
- Quatre evocacions a Berga, pno. (1957, rev. 2000)
- Suite catalana, pno. (1960)
- Sonata núm. 1 'Auguris', pno. (1962, rev. 1978)
- Sonata núm. 2 (Homenatge a Béla Bartók), pno. (1969-76)
- Camins somorts (Homenatge a F. Mompou), pno. (1972-88)*
- Cicle, vla. (1978)
- Horitzó i tres estrofes, fl. (1979)
- Absències, vlc. (1983-89)
- Acròstic, pno. (1986)
- Suite, guit. (1986-88)
- Quatre Soliloquis (in memoriam Antoni Brossa), vl (1989)
- Volivans, cl. (1990)
- Al voltant d'un tema de Schubert, pno. (1993)
- Sonata núm. 3 (1998)

### Música vocal
- Temps de somnis, 1 v., qt. de c. (1980-88)
- Plany, MS., guit., 3 perc. (1983)
- Algú m'ha cridat, MS., pno. (1984)
- Aforismes, S., pno. (1988)
- Aforismes, 1 v., conjunt instr. (1994)

### Altres
- Rituals, ballet (1985)
- Set bagatel·les, cobla (1997)
- Caprici, pno., cobla (2000)